# Miguel Bazzano
Miguel Bazzano, vollständiger Name Miguel Ángel Bazzano, (* 22. November 1945) ist ein ehemaliger uruguayischer Fußballspieler.

## Karriere

### Verein
Torhüter Bazzano spielte mindestens 1967 für den Danubio FC.

### Nationalmannschaft
Bazzano war Mitglied der A-Nationalmannschaft Uruguays, für die er zwischen dem 4. Januar 1967 und dem 19. Juni 1968 acht Länderspiele absolvierte. Er gehörte zum Aufgebot Uruguays bei der Südamerikameisterschaft 1967, bei der die von Juan Carlos Corazzo betreute Celeste den Titel gewann.

### Erfolge
- Copa América: 1967